# Econ Supermercados
Econ Supermercados foi uma cadeia de varejo fundada em 1999 e que inaugurou sua primeira loja em setembro de 2000.
No ano de 2004, possuía cerca de 85 lojas na Grande São Paulo. Já em 2006, apenas 47 de suas lojas estavam ativas. Baseada no modelo hard discount (apesar de, em 2004, revelar planos de transição à configuração "lojas de vizinhança"), a rede conta com cerca de 120 marcas próprias e visa consumidores de baixa renda.
Primeiramente financiada pelo Bank of America, a marca foi vendida para o grupo CBA em 2004, após crise devida à remodelação da franquia para o formato conhecido como "sortimento limitado". Em 2010, o site do supermercado permitia compra online (somente de produtos não-perecíveis), opção atualmente indisponível.
Em cada um dos anos de 2004 e de 2005, a empresa faturou aproximadamente 125 milhões de reais.
A rede encerrou suas atividades em 28 de Fevereiro de 2014.

## Irregularidades
Em 2003, em lista publicada pelo Procon de São Paulo, uma das lojas Econ (especificamente, a da Vila Deodoro, na zona sul de SP) foi relatada com a irregularidade de venda de produto vencido.. Por sua vez, a rede de varejo se pronunciou através de seu departamento jurídico, admitindo o erro decorrente de falha humana e solicitando aos clientes lesados que entrassem em contato.

## Walter Pimentel
No dia 5 de agosto de 2011, o jornalista Walter Pimentel, aos 43 anos, foi assassinado durante assalto em um dos supermercados Econ, no bairro paulistano do Tucuruvi. Pimentel era solteiro e trabalhava na Fundação Cásper Líbero havia 19 anos.